# Progressive National Baptist Convention
Die Progressive National Baptist Convention (kurz PNBC) ist ein afroamerikanischer baptistischer Kirchenbund, der sich die Förderung der Bürgerrechte und sozialen Gerechtigkeit als seine Ziele gesetzt hat.

## Entstehungsgeschichte
Die PNBC wurde 1961 in Cincinnati, Ohio als eine Abspaltung von der älteren National Baptist Convention (NBCUSA) gegründet. Nach der Entscheidung des Supreme Court zur Rassentrennung im Jahre 1954 befolgte die NBCUSA eine Politik, die von der Bürgerrechtsbewegung wegführte. Der Wunsch einiger Mitglieder, die Bürgerrechtsbewegung voll zu unterstützen, führte zu internen Streitigkeiten. Weitere Meinungsverschiedenheiten zur Wahl von Entscheidungsträgern und zur Amtszeitdauer des NBCUSA-Präsidenten folgten.
Der Konflikt entzündete sich an der Wiederwahl von Reverend Joseph H. Jackson zum Präsidenten. Martin Luther King unterstützte Gardner Taylor als Präsidentschaftskandidaten. Taylor unterlag bei der Wahl im Jahre 1961. 33 Delegierte von 14 Bundesstaaten trafen sich darauf in der Zion Baptist Church in Cincinnati, um über eine neue Organisation zu beraten. Die Entscheidung zur Gründung der PNBC wurde getroffen und insbesondere durch die Stimme von Reverend L. Venchael Booth, dem Pastor der Zion Baptist Church, beeinflusst.
Die PNBC folgte ihrem Weg des politischen Aktivismus und unterstützte Gruppen wie die National Association for the Advancement of Colored People.

## Organisation, Statistik, ökumenische Mitgliedschaften
Hauptsitz der PNBC ist Washington, D.C. Partner der PNBC sind seit 1970 die American Baptist Churches USA. Die Konferenzen der PNBC werden jährlich im August abgehalten.
Nach verschiedenen Quellen von 1994 und 1995 hat die PNBC 741 Mitgliedskirchen und zwischen 1,2 und 2,5 Millionen Mitglieder.
Die PNBC gehört dem Ökumenischen Rat der Kirchen, dem Nationalen Kirchenrat der USA und dem Baptistischen Weltbund an.
Zum Grundsatzprogramm der PNBC gehört das Konzept fellowship, progress and peace (Gemeinschaft, Fortschritt und Frieden). Die PNBC gehört zu den theologisch liberalen baptistischen Denominationen in den USA und hat die Frauenordination eingeführt.

## Bekannte Mitglieder der PNBC

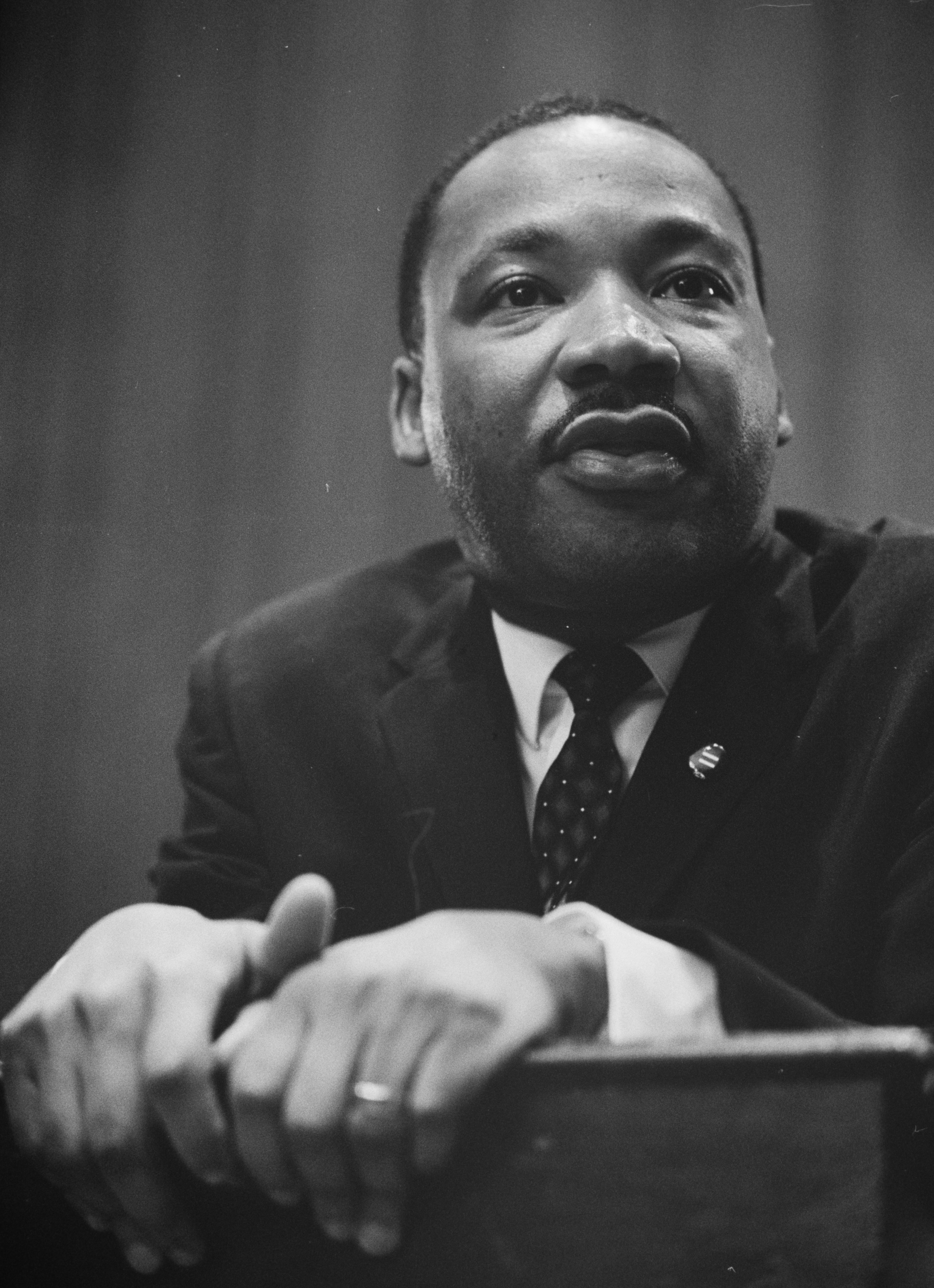
Martin Luther King – Mitglied der PNCB

Bedeutende Mitglieder waren bzw. sind:
- Martin Luther King
- Benjamin Mays
- Ralph David Abernathy
- Gardner C. Taylor.